# Parafia św. Marcina w Wysokienicach
Parafia świętego Marcina w Wysokienicach – parafia rzymskokatolicka, znajdująca się w diecezji łowickiej, w dekanacie Rawa Mazowiecka.